# Bretland
Bretland es el término que los vikingos denominaban a las tierras de Gales durante el periodo de exploración, conquista y colonización de las islas británicas. A diferencia de otros territorios donde establecieron asentamientos permanentes y longphorts, reinos vikingos como Mann, Dublín o Jórvik, Gales no experimentó una presencia significativa a excepción de puntuales incursiones y una feroz resistencia de la población local, en particular bajo el reinado de Rhodri el Grande e Hywel el Bueno, aunque a la muerte de Hywel la catedral de San David no se libró de al menos cuatro saqueos entre 982 y 989 de hordas procedentes de Dublín, Limerick y Mann.
Bretland aparece en numerosas sagas nórdicas como Landnámabók, Heimskringla, Saga de Egil Skallagrímson, saga de Njál, Óláfs saga Tryggvasonar, saga Orkneyinga y la saga Jomsvikinga; según Lee M. Hollander, los vikingos galeses de la saga de los jomsvikings tienen un protagonismo que carecen otras sagas nórdicas y son un testimonio de los enclaves nórdicos en Gales.
Los Anales de los cuatro maestros mencionan a los hijos del señor de la guerra y caudillo hiberno-nórdico Sitriuc Cam como responsables de los ataques e intentos de conquista en Gales del Norte: Lyn y Holyhead cayeron en 961, y Anglesey en 962.
Otros anales irlandeses citan que tras la expulsión de Ivar de Limerick de su reino en 968, intentó crear otro asentamiento en Bretland pero el rey de aquellas tierras fue muy beligerante y regresó a Limerick para reconquistar lo que consideraba suyo.
Maccus mac Arailt, rey vikingo de Mann se menciona por primera vez en la crónica Brut y Tywysogion liderando una incursión de guerra y saqueo sobre Penmon, donde hubo un importante centro eclesiástico. Su hermano Gofraid mac Arailt que gobernaba en diarquía con Maccus, solía organizar incursiones y devastar periódicamente las costas en Gales.
Según Heimskringla de Snorri Sturluson, hacia 1052, el vikingo Guttorm Gunnhildsson se enfrenta en combate contra el rey de Dublín y antiguo aliado, Echmarcach mac Ragnaill a quien vence en el Estrecho de Menai con una fuerza de dieciséis barcos de Echmarcach contra cinco de Guttorm.

## Crónicas galesas
Las incursiones vikingas aparecen en los anales contemporáneos Annales Cambriae, Brut y Tywysogion y Brut y Saeson donde las primeras menciones de ataques vikingos se han fechado entre los años 795 y 850.
Los anales registran la mayor ofensiva contra Bretland por parte de vikingos de Dublín en el año 903, con el desembarco de un gran contingente en Anglesey, pero que son rápidamente derrotados en batalla.
Las crónicas de Gales mencionan a los invasores del norte, pero generalmente sin hacer referencia esplícita a los Dubgaill y Finngaill por su origen noruego o danés como hacían los anales irlandeses. Todos ellos son citados como y Kenedloed Duon («Gentiles Negros»), y Normanyeit Duon («Hombres Negros del Norte»), hordas negras, paganos y demonios. 
Sin embargo, las crónicas sobre Gruffydd ap Cynan citan expresamente a daneses y noruegos y el anónimo autor de Breuddwyd Rhonabwy («El sueño de Rhonabwy») menciona a las «tropas puras blancas» de Llychlyn (Lochlann) y las «tropas puras negras» de los daneses.
Actualmente, el término Bretland es el calificativo en islandés para definir Gran Bretaña.